# La Tartaruga
Cet article concerne la maison d’édition. Pour la galerie d’art, voir Galleria La Tartaruga.
La Tartaruga est une maison d'édition italienne fondée par Laura Lepetit en 1975.
Elle publie des ouvrages de fiction en italien et langues étrangères, de critique littéraire, de philosophie et de politique, écrits exclusivement par des femmes.
Symbole historique du féminisme italien, elle naît autour de la librairie Milano Libri, fondée dans les années 1970 par Laura Lepetit et Anna Maria Gregorietti Gandini.

## Histoire
Parmi les premières autrices, La Tartaruga publie Virginia Woolf et Gertrude Stein. Elle propose au public italien des autrices oubliés et de jeunes découvertes, comme les essais féministes du groupe Diotima, une communauté philosophique de femmes formée par Adriana Cavarero, Luisa Muraro, Wanda Tommasi et Chiara Zamboni à l'université de Vérone.
De 1993 à 1997, elle publie et distribue Lapis. Percorsi della riflessione femminile, revue fondée en 1987 par Lea Melandri.
En 1990, elle rejoint le groupe Arnoldo Mondadori Editore, puis est rachetée par Baldini & Castoldi (it) en 1998, mais continue de maintenir sa vocation traditionnelle de découvreuse de talents féminins.
Après une interruption d'environ neuf ans, de 1998 à 2017, elle rejoint La nave di Teseo et reprend l'activité éditoriale, avec une attention particulière à la republication d'œuvres inédites ou introuvables de grandes écrivaines du passé.
En 2021, à la suite de la mort de la fondatrice, Elisabetta Sgarbi, directrice générale de La nave di Teseo, annonce son intention de relancer La Tartaruga, en nommant l'écrivaine Claudia Durastanti comme nouvelle directrice de la maison d’édition.

### Note
- (it) Cet article est partiellement ou en totalité issu de l’article de Wikipédia en italien intitulé « La Tartaruga (casa editrice) » (voir la liste des auteurs).